# Le 20 Juillet
Pour plus de détails, voir Fiche technique et Distribution.
Le 20 Juillet (Der 20. Juli) est un film allemand réalisé par Falk Harnack, sorti en 1955 et racontant la tentative d'assassinat de Hitler par des officiers allemands en juillet 1944.
Il ne faut pas confondre ce film avec un autre, sorti la même année 1955 et racontant le même événement sous un titre très similaire : C'est arrivé le 20 juillet (titre original : Es geschah am 20. Juli) réalisé par G. W. Pabst, avec Bernhard Wicki dans le rôle de Claus von Stauffenberg.

## Synopsis
Ce film décrit les préparatifs de l'assassinat d'Adolf Hitler par des membres de la résistance allemande, et ce qui s'est passé le 20 juillet 1944, complot qui se termina par l'exécution du Colonel Stauffenberg et des autres conspirateurs.
Il commence en 1955 auprès de la pierre commémorative dans la cour de l'ancien bâtiment du haut commandement allemand, un couple qui avait pris part à la résistance onze ans auparavant se souviennent de ceux qui sont morts et des évènements qui ont eu lieu.

## Fiche technique
- Titre original : Der 20. Juli
- Titre français : Le 20 juillet
- Réalisation : Falk Harnack
- Scénario : Falk Harnack, Werner Jörg Lüddecke, Günther Weisenborn
- Décors : Gabriel Pellon
- Costumes : Walter Kraatz
- Photographie : Karl Löb
- Son : Erwin Schänzle
- Montage : Kurt Zeunert
- Musique : Herbert Trantow
- Production : Artur Brauner
- Société de production : Central Cinema Company-Film
- Société de distribution : Herzog Film
- Pays d'origine :  Allemagne de l'Ouest
- Langue originale : allemand
- Format : Noir et blanc - 35 mm — 1,37:1- Son Mono
- Genre : drame
- Durée : 97 minutes
- Dates de sortie :
  - Allemagne de l'Ouest : 21 juin 1955 (première à Francfort)
  - France : 18 octobre 1955

## Distribution
- Wolfgang Preiss : Oberst Claus Schenk Graf von Stauffenberg
- Annemarie Düringer : Hildegard Klee, secrétaire à l'OKW
- Robert Freitag : Hauptmann Lindner
- Fritz Tillmann : General Henning von Tresckow
- Werner Hinz : Generaloberst a.D. Ludwig Beck
- Peter Esser : Generalfeldmarschall Erwin von Witzleben
- Wolfgang Büttner : Général Friedrich Olbricht
- Hans Zesch-Ballot : Generalleutnant Erich Hoepner
- Karl Klüsner : Général Erich Fellgiebel
- Herbert Wilk : Oberst Albrecht Ritter Merz von Quirnheim
- Ernst Lothar : Oberleutnant Werner von Haeften
- Heinz Giese : Oberleutnant, ordonnance de von Tresckow
- Paul Bildt : Oberbürgermeister Dr Carl Friedrich Goerdeler
- Maximilian Schell : Membre du Kreisauer Kreises
- Erich Schellow : Evangelischer Pfarrer / Narrator
- Ernst Stahl-Nachbaur : Feldmarschall, Commandant en chef du groupe d'armées
- Georg Gütlich : Generalfeldmarschall Wilhelm Keitel
- Siegfried Schürenberg : Generaloberst Friedrich Fromm
- Werner Peters : Reichstreuer Oberstleutnant H.
- Paul Wagner (de) : General der Panzertruppen
- Rolf Moebius : Ordonnanzoffizier
- Erwin Kalser : Dr. med. Adler
- Konrad Wagner : Gewerkschaftsführer Küfer / Julius Leber
- Alfred Schieske : Arbeiter Juhnke
- Margot Leonard : Erika Juhnke
- Herbert Stass : Willy - junger Arbeiter
- Ernst Schröder : SS-Obergruppenführer
- Axel Monjé : SS-Brigadeführer
- Manfred Meurer (de) : SS-Standartenführer
- Wolfgang Eichberger : Oberstleutnant
- Edgar Ott : Adjudant
- Arno Paulsen : Luftschutzwart Nessel
- Charlotte Ander : Frau Nessel
- Paul Hoffmann : Generalfeldmarschall Mitte
- Claus Holm : Oberleutnant H.
- Erich Dunskus : Nachbar
- Peter Mosbacher : Major Otto Ernst Remer
- Wolfgang Völz :

## Réception critique
132 utilisateurs d'IMDb ont donné un vote moyen pondéré de 6,6/10.